# Marvin Aubrey Davis
Pour les articles homonymes, voir Marvin Davis.
Marvin Aubrey Davis, né le 21 décembre 1910 à Clovis au Nouveau-Mexique et mort le 8 mars 1998 à Santa Monica en Californie, est un imagineer, ingénieur de formation, et directeur artistique américain ayant travaillé à la Walt Disney Company à partir de 1953.

## Biographie
En 1953, il intègre la société WED Entreprises qui conçoit alors le parc à thème Disneyland, qui ouvrira en 1955. Il participe à la conceptualisation du principe du parc à thème et à la conception architecturale. Il travailla sur Tom Sawyer Island et aussi sur la disposition du parc, il serait l'auteur de la notion de hub (place centrale).
Assez rapidement, il passe directeur artistique sur les productions télévisées de Walt Disney Productions dont Davy Crockett, Zorro et le Mickey Mouse Club puis la série Disneyland / Le Monde merveilleux de Disney pour laquelle il obtient un Emmy Award en 1964. Il est crédité par le site IMDB du poste de directeur artistique sur 32 épisodes de cette série entre 1955 et 1966.
À partir de juin 1955, il supervise la construction des décors permanents pour la série Zorro au sein des studios Disney de Burbank, sous la direction de Marvin Aubrey Davis.. Il a plusieurs bâtiments le fort et la ville reconstitué de « Pueblo La Reina de Los Angeles », la caserne de soldats avec ses palissades.
En 1955 Marvin devient aussi le neveu par alliance de Walt Disney en épousant Marjorie Sewell, la fille d'Hazel Cottrell (plus connue comme Hazel Sewell de son premier mariage, née Bounds), sœur de Lillian Disney (née Bounds), qui n'est autre que la femme de Walt.
En 1965, il retourne chez WED Entreprises pour travailler sur le projet du Walt Disney World Resort, dont le projet d'implantation et l'architecture des hôtels.
En 1975, il prend sa retraite et reçoit en 1994 le titre de Disney Legends. Marvin décède le 8 mars 1998 à 87 ans.

## Filmographie
- 1962 : Un pilote dans la Lune (Moon Pilot)
- 1962 : Bon voyage !
- 1962 : Compagnon d'aventure (Big Red)
- 1962 : Sam l'intrépide (Savage Sam)
- 1962 : Sammy, the Way-Out Seal
- 1964 : Les Pas du tigre (A Tiger Walks)
- 1965 : Kilroy (téléfilm)
- 1966 : Quatre Bassets pour un danois (The Ugly Dachshund)
- 1966 : Demain des hommes (Follow Me, Boys!)

## Récompenses et nominations
En 1994, il est nommé Disney Legend